# Памятник Арминию

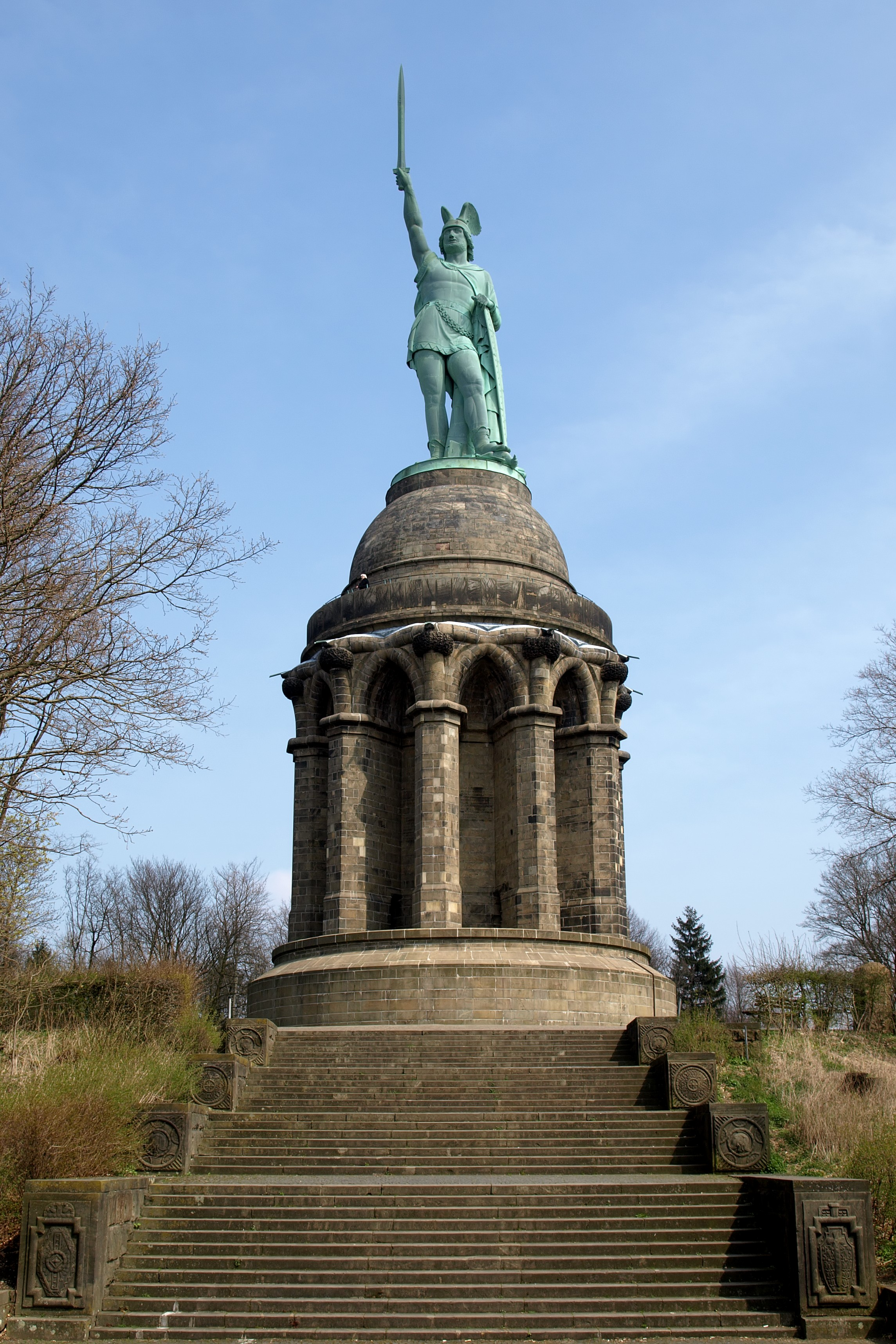
Памятник Арминию вблизи Детмольда

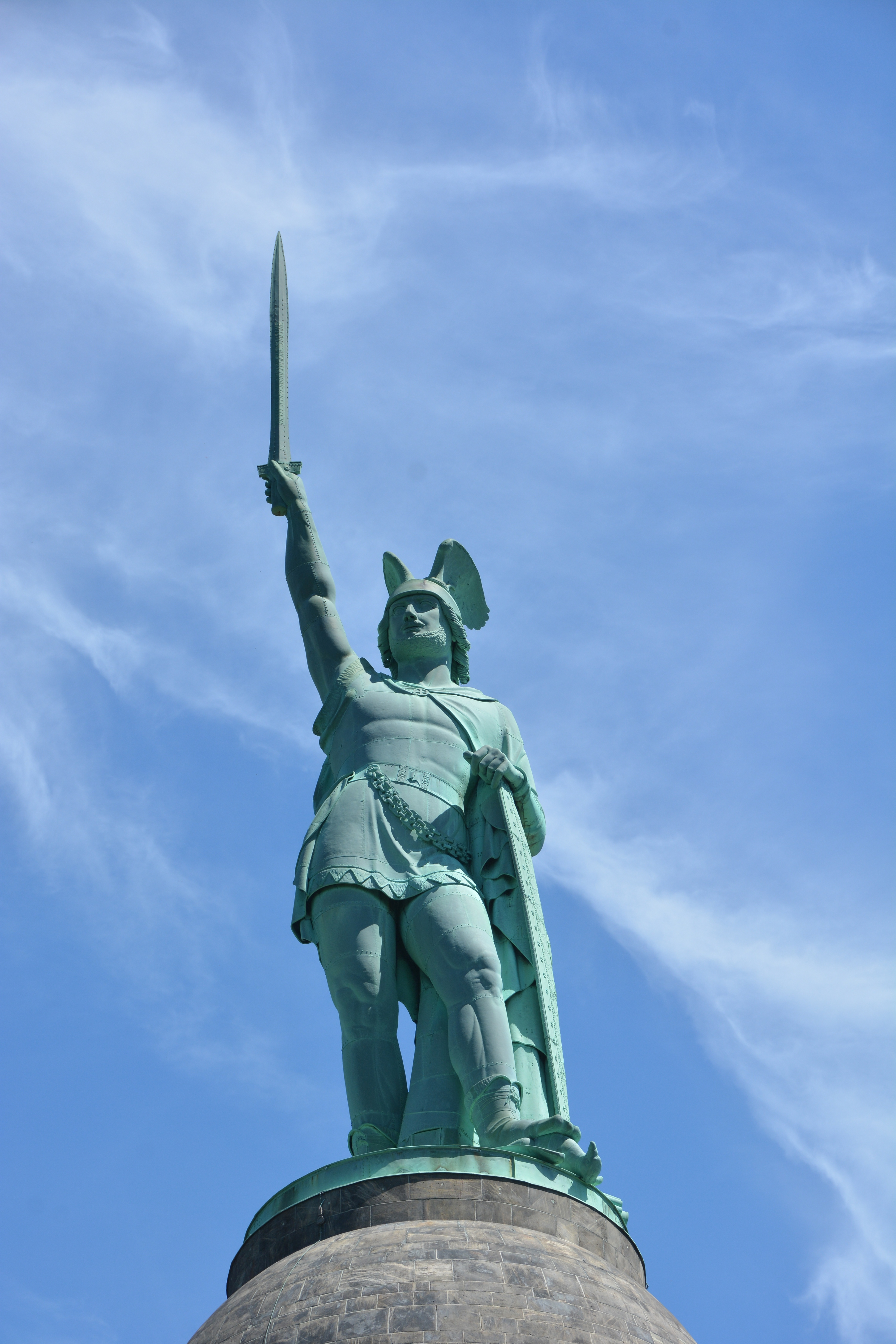
Высота статуи составляет 26,57 метра, меч 7 метров

Памятник Арминию (нем. Hermannsdenkmal) — монумент высотой более 53 метров, расположенный на вершине 386-метрового холма и посвящённый победе германских племен под предводительством Арминия над римской армией в 9 году н. э. Памятник находится в южной части Тевтобургского Леса на юго-западе от города Детмольд в федеральной земле Северный Рейн — Вестфалия (51°54′42″ с. ш. 08°50′22″ в. д.). Эрнст фон Бандель, автор памятника, предполагал, что Битва в Тевтобургском Лесу была примерно в этом районе, но в соответствии с современными археологическими исследованиями в действительности битва происходила примерно в ста километрах к северо-западу от этого места, неподалёку от современного Оснабрюка.

## История создания
Вскоре после завоевания территории Германии Наполеоном и политического раздробления Германии немецкая общественность искала персонажей и события, которые могли бы олицетворить идею национального единства и величия германской нации. В результате в начале XIX века появились проекты возведения национальных монументов, таких как памятник Арминию, Вальхалла или Нидервальдский памятник.
Строительство памятника Арминию началось раньше других монументов, в 1838 году. В различных областях Германии были созданы общества для финансовой поддержки на возведение памятника.  К 1846 году был построен пьедестал, но в связи с немецкой революцией в 1848 году строительство было заморожено до 1863 г. К этому времени исчезли как финансовые источники, так и общественный интерес к его строительству.  Проект вновь обрел популярность лишь после войны с Францией в 1870–1871 годах и был завершен при финансовой поддержке Кайзера Вильгельма в 1875 году.

## Конструкция
Статуя стоит на постаменте из песчаника, завершающимся куполом. Сама статуя высотой 26,57 метра состоит из стального каркаса, покрытого снаружи медными пластинами. В правой руке (обращённой на запад, в сторону Франции) фигура держит меч длиной 7 метров и весом около 550 кг. Левая нога попирает орла — символ римских легионов.
Надпись на мече гласит:
DEUTSCHE:EINHEITLICHKEIT:MEINE:STARKE (рус. В единстве Германии моя сила) — на лицевой стороне
MEINE:STARKE:DEUTSCHLANDS:MACHT (рус. В моей силе мощь Германии) — на обратной.
На постаменте в нишах также имеются надписи, прославляющие кайзера Вильгельма и победу Германии над Францией в 1871 году, а также цитата из Тацита о победе Арминия.